# Cymindis blanda
Cymindis blanda är en skalbaggsart som beskrevs av Thomas Casey. Cymindis blanda ingår i släktet Cymindis och familjen jordlöpare. Inga underarter finns listade i Catalogue of Life.